# Orifizio tarato

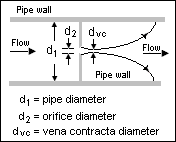
Orifizio piatto dal margine tagliente

Un orifizio tarato (o orificio tarato) è uno strumento di misura della portata dei gas o dei liquidi.
È un esempio di venturimetro e come tale sfrutta l'effetto Venturi. Quest'ultimo è una conseguenza del principio di Bernoulli, il quale stabilisce che in un fluido ideale, per ogni incremento di velocità di flusso, corrisponde una diminuzione della pressione o un cambiamento dell'energia potenziale del fluido stesso.
Un orifizio è sostanzialmente una placca sottile con un buco al centro. Viene solitamente sistemato in un tubo in cui scorrono fluidi. Quando il fluido scorre lungo la tubatura, assume una certa velocità e una certa pressione. Quando il fluido raggiunge l'orifizio, con il foro al centro, il fluido viene forzato a convergere attraverso il piccolo foro. Il punto massimo di convergenza si trova appena a valle dell'orifizio fisico, nel cosiddetto punto di "vena contratta". Quando questo avviene, la velocità e la pressione cambiano. Oltre la vena contratta il fluido si espande e la velocità e la pressione mutano ancora una volta. Misurando la differenza nella pressione del fluido tra la sezione della tubatura normale e la vena contratta si possono ottenere i flussi massici e volumetrici dall'equazione di Bernoulli.

## Equazione di progetto
Prendendo in considerazione un flusso laminare, stazionario, non comprimibile (per esempio la densità di flusso costante), non viscoso in una tubatura orizzontale (p.e. nessun cambio nell'elevazione) con esigue perdite di attrito, l'equazione di Bernoulli riduce ad un'equazione relativa alla conservazione d'energia in due punti nel flusso di fluidi:
{\displaystyle P_{1}+{\frac {1}{2}}\cdot \rho _{1}\cdot V_{1}^{2}=P_{2}+{\frac {1}{2}}\cdot \rho _{1}\cdot V_{2}^{2}}
o:
{\displaystyle P_{1}-P_{2}={\frac {1}{2}}\cdot \rho _{1}\cdot V_{2}^{2}-{\frac {1}{2}}\cdot \rho _{1}\cdot V_{1}^{2}}
con:
{\displaystyle Q=A\cdot V}
ovvero
{\displaystyle V=Q/A}
e {\displaystyle Q_{1}=Q_{2}}:
{\displaystyle P_{1}-P_{2}={\frac {1}{2}}\cdot \rho _{1}\cdot {\bigg (}{\frac {Q_{2}}{A_{2}}}{\bigg )}^{2}-{\frac {1}{2}}\cdot \rho _{1}\cdot {\bigg (}{\frac {Q_{1}}{A_{1}}}{\bigg )}^{2}}
Risolvendo{\displaystyle Q_{1}}:
{\displaystyle Q_{1}=A_{2}\;{\sqrt {\frac {2\;(P_{1}-P_{2})/\rho _{1}}{1-(A_{2}/A_{1})^{2}}}}}
e:
{\displaystyle Q_{1}=A_{2}\;{\sqrt {\frac {1}{1-(d_{2}/d_{1})^{4}}}}\;{\sqrt {2\;(P_{1}-P_{2})/\rho _{1}}}}
e introducendo il fattore beta {\displaystyle \beta =(d_{2}/d_{1})} nonché il coefficiente di scaricamento {\displaystyle C_{d}}:
{\displaystyle Q_{1}=C_{d}\;A_{2}\;{\sqrt {\frac {1}{1-\beta ^{4}}}}\;{\sqrt {2\;(P_{1}-P_{2})/\rho _{1}}}}
E introducendo infine il fattore di espansione {\displaystyle Y} per comprendere la comprimibilità gassosa e il coefficiente di misurazione {\displaystyle C} definito come {\displaystyle C={\frac {C_{d}}{\sqrt {1-\beta ^{4}}}}} per ricavare l'equazione finale per il flusso volumetrico del fluido (comprimibile o incomprimibile) a monte dell'orifizio:
{\displaystyle (1)\qquad Q_{1}=C\;Y\;A_{2}\;{\sqrt {2\;(P_{1}-P_{2})/\rho _{1}}}}
Moltiplicando per la densità a monte dell'orifizio per ricavare l'equazione del flusso massico del fluido (comprimibile o incomprimibile) in un qualsiasi punto del flusso del fluido:
{\displaystyle (2)\qquad {\dot {m}}=\rho _{1}\;Q_{1}=C\;Y\;A_{2}\;{\sqrt {2\;\rho _{1}\;(P_{1}-P_{2})}}}
| dove:                      |                                                                                                 |
| {\displaystyle Q_{1}}      | = a monte flusso volumetrico, m³/s                                                              |
| {\displaystyle {\dot {m}}} | = flusso massico in qualsiasi punto, kg/s                                                       |
| {\displaystyle C_{d}}      | = coefficiente di scaricamento, adimensionale                                                   |
| {\displaystyle C}          | = coefficiente di flusso dell'orifizio, adimensionale (spesso definito{\displaystyle K})        |
| {\displaystyle Y}          | = fattore di espansione, adimensionale                                                          |
| {\displaystyle A_{1}}      | = area diametrale della tubatura, m²                                                            |
| {\displaystyle A_{2}}      | = area diametrale dell'orifizio, m²                                                             |
| {\displaystyle d_{1}}      | = diametro della tubatura, m                                                                    |
| {\displaystyle d_{2}}      | = diametro dell'orifizio, m                                                                     |
| {\displaystyle \beta }     | = rapporto tra il diametro del foro dell'orifizio ed il diametro della tubazione, adimensionale |
| {\displaystyle V_{1}}      | = velocità del fluido a monte, m/s                                                              |
| {\displaystyle V_{2}}      | = velocità del fluido attraverso il foro dell'orifizio, m/s                                     |
| {\displaystyle P_{1}}      | = pressione del fluido a monte, Pa con le dimensioni kg/(m·s²), equivalente al N/m²             |
| {\displaystyle P_{2}}      | = pressione del fluido a valle, Pa con le dimensioni kg/(m·s²), equivalente al N/m²             |
| {\displaystyle \rho _{1}}  | = densità del fluido a monte, kg/m³                                                             |

Effettuare la derivata delle equazioni sopra utilizzate la sezione diametrale dell'apertura dell'orifizio, non è così realistico quanto usare la minima sezione diametrale della vena contratta. Inoltre le perdite di attrito potrebbero non essere trascurabili e gli effetti di turbolenza potrebbero non essere presenti. Per questo motivo si introduce il coefficiente di scaricamento {\displaystyle C_{d}}.  Esistono metodi per stabilire il coefficiente di scaricamento come funzione del numero di Reynold.

Il fattore di espansione, {\displaystyle Y}, è correlato alla comprimibilità del fluido. Vale 1.0 per fluidi incomprimibili (liquidi) e può essere calcolato per fluidi comprimibili.